# スタントマン (1980年の映画)
『スタントマン』（The Stunt Man）は、リチャード・ラッシュ監督、ピーター・オトゥール、スティーヴ・レイルズバック、バーバラ・ハーシー出演の1980年のアメリカ合衆国の映画である。ポール・ブローダーの小説を原作とし、ラッシュとローレンス・B・マーカスが脚本を書いた。
第53回アカデミー賞では主演男優賞、監督賞、脚色賞にノミネートされた。

## 物語
ベトナム戦争帰還兵が映画の撮影現場に紛れ込み、スタントマンとなる。

## キャスト
- イーライ・クロス - ピーター・オトゥール
- キャメロン - スティーヴ・レイルズバック
- ニーナ・フランクリン - バーバラ・ハーシー
- サム - アレン・ゴーウィッツ
- レイモンド・ベイリー - アダム・ロアーク
- ジェイク - アレックス・ロッコ
- デニース - シャロン・ファレル
- エース - フィリップ・ブランズ
- チャック・バートン - チャック・ベイル
- ゲイブ - ジョン・ガーウッド
- トンプソン - スタッフォード・モーガン
- バート - マイケル・レイルズバック

## 受賞とノミネート
| 賞                       | 部門                    | 候補                                          | 結果       |
| ------------------------ | ----------------------- | --------------------------------------------- | ---------- |
| アカデミー賞             | 主演男優賞              | ピーター・オトゥール                          | ノミネート |
| アカデミー賞             | 監督賞                  | リチャード・ラッシュ                          | ノミネート |
| アカデミー賞             | 脚色賞                  | ローレンス・B・マーカス、リチャード・ラッシュ | ノミネート |
| ゴールデングローブ賞     | 作品賞 (ドラマ部門)     | 『スタントマン』                              | ノミネート |
| ゴールデングローブ賞     | 主演男優賞 (ドラマ部門) | ピーター・オトゥール                          | ノミネート |
| ゴールデングローブ賞     | 新人男優賞              | スティーヴ・レイルズバック                    | ノミネート |
| ゴールデングローブ賞     | 監督賞                  | リチャード・ラッシュ                          | ノミネート |
| ゴールデングローブ賞     | 脚本賞                  | リチャード・ラッシュ、ローレンス・B・マーカス | ノミネート |
| ゴールデングローブ賞     | 音楽賞                  | ドミニク・フロンティア                        | 受賞       |
| モントリオール世界映画祭 | 作品賞                  | リチャード・ラッシュ                          | 受賞       |
| 全米映画批評家協会賞     | 主演男優賞              | ピーター・オトゥール                          | 受賞       |